# Saint-Péran
Saint-Péran är en kommun i departementet Ille-et-Vilaine i regionen Bretagne i nordvästra Frankrike. Kommunen ligger i kantonen Plélan-le-Grand som tillhör arrondissementet Rennes. År 2022 hade Saint-Péran 415 invånare.

## Befolkningsutveckling
Antalet invånare i kommunen Saint-Péran
Referens:INSEE